# Changy (Loire)
Changy é uma comuna francesa na região administrativa de Auvérnia-Ródano-Alpes, no departamento de Loire. Estende-se por uma área de 13,67 km². Em 2010 a comuna tinha 665 habitantes (densidade: 48,6 hab./km²).